# Amardeo Sarma

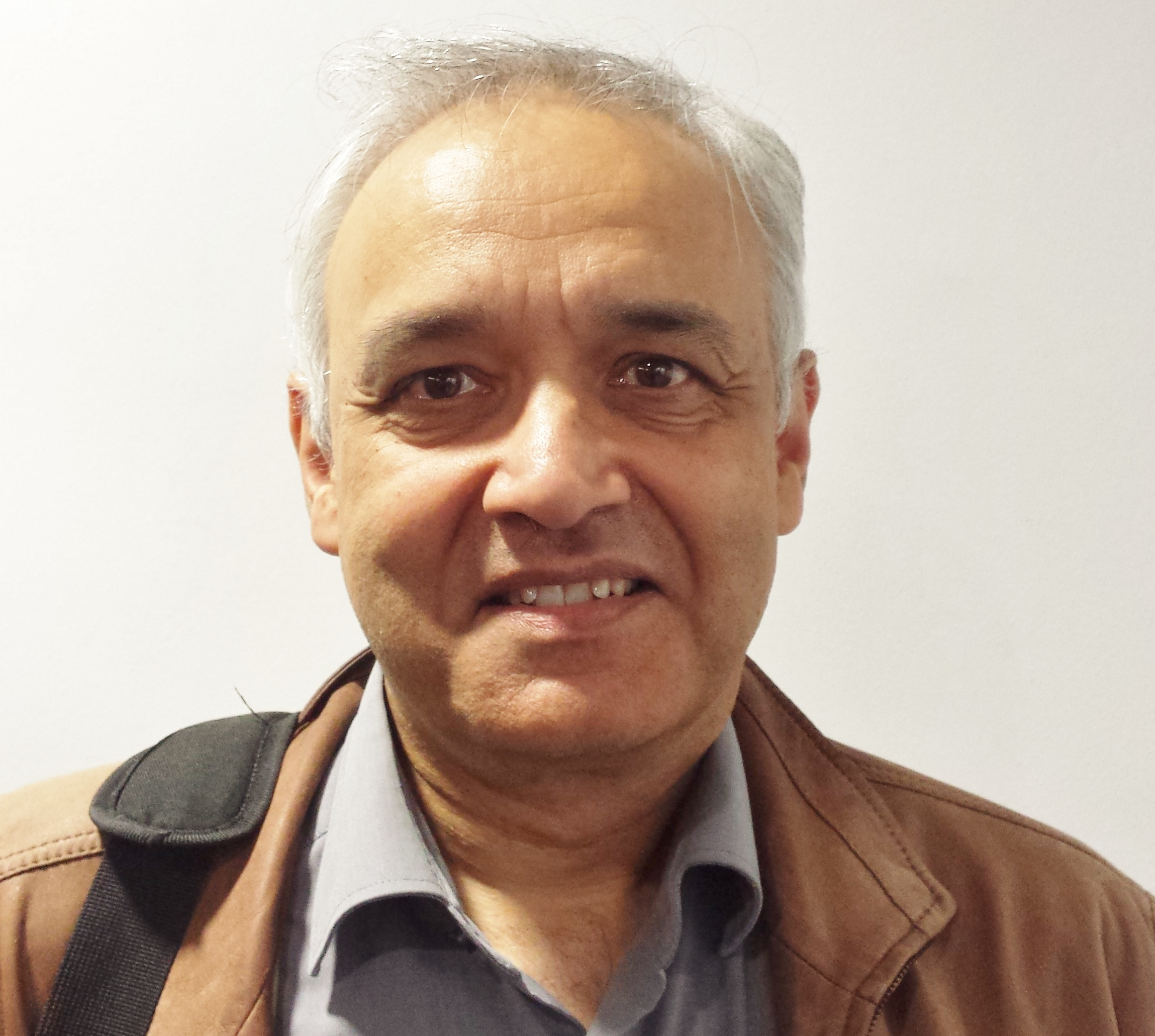
Amardeo Sarma (2015)

Amardeo Sarma (* 1955 in Kassel) ist ein deutsch-indischer Funktionär der Skeptikerbewegung. Der Elektroingenieur und Manager ist Initiator, Gründungsmitglied und ehemaliger Vorsitzender der Gesellschaft zur wissenschaftlichen Untersuchung von Parawissenschaften (GWUP), Fellow und Mitglied des Exekutivkomitees von CSI (ehemals CSICOP) und Vorstandsmitglied der europäischen Skeptiker-Organisation ECSO.

## Leben

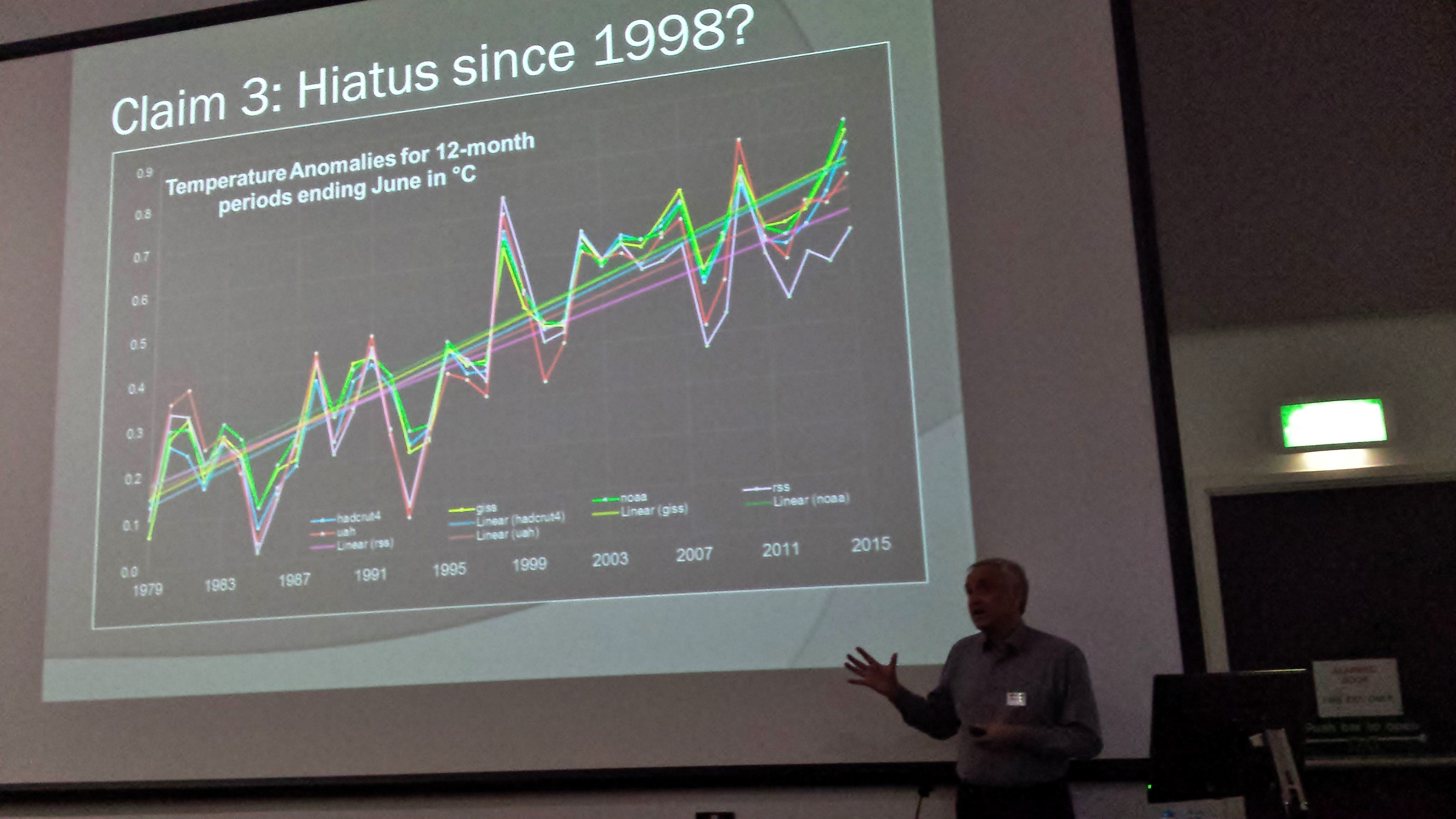
Amardeo Sarma bei einem Vortrag (2015)

Der in Westdeutschland geborene Amardeo Sarma verbrachte seine Jugend in Indien.
Amardeo Sarma studierte Elektrotechnik am IIT Delhi in Neu-Delhi mit Abschluss Bachelor of Technology (B. Tech) und an der Technischen Hochschule in Darmstadt mit Abschluss Dipl.-Ing.
In den Jahren 1981 bis 1995 war Sarma zunächst wissenschaftlicher Mitarbeiter im Forschungsinstitut der Deutschen Bundespost Telekom und später Leiter einer Forschungsgruppe im Bereich Telekommunikation. Von 1995 bis 1999 war er Project Supervisor bei Eurescom GmbH, bis er als Bereichsleiter für Technologie und Methodenmanagement bei der T-Nova Deutsche Telekom Innovationsgesellschaft mbH zurückkehrte. Seit 2001 arbeitet er bei NEC Laboratories Europe in Heidelberg, wo er zur Zeit General Manager der Social Solutions Division ist.
Sarma war ab 1996 Vorsitzender der Studienkommission 10 und von 2002 bis 2004 Co-Vorsitzender der aus den Studienkommissionnen 7 und 10 zusammengelegten Studienkommission 17 der ITU-T in Genf. Er ist derzeit Vorsitzender des Verbandes Trust in Digital Life mit Sitz in Brüssel.
Sein beruflicher Schwerpunkt ist die digitale Breitbandkommunikation, vor allem Spezifikationsmethoden, formale Methoden, Kommunikationsverfahren und -protokolle, Middleware und F&E-Management. Seine derzeitigen Verantwortlichkeit umfasst u. a. die Themen Sicherheit und Internet der Dinge.
Er schrieb unter anderem Artikel zu den Themen Erdstrahlen, Wünschelruten, Turiner Grabtuch und Umgang mit den Parawissenschaften. Er absolvierte zahlreiche Radio- und Fernsehauftritte für die GWUP. In letzter Zeit hat Sarma öfters zum Thema Klimawandel und globale Erwärmung geschrieben und vorgetragen. Dabei forderte er „eine Abkehr vom blinden Wutbürgertum gegen die Kernkraft“.
Amardeo Sarma ist seit mehr als 40 Jahren Mitglied der SPD. Er ist Mitglied des Arbeitskreises Säkularität und Humanismus in der SPD.

## Privates
Amardeo Sarma wohnt mit seiner Familie in Roßdorf. Er ist mit dem indischen Physiker C. V. Raman verwandt.

## Schriften

### Als Mitautor
- SDL-with applications from protocol specification, mit Ferenc Belina und Dieter Hogrefe, 1991, ISBN 0-13-785890-6
- SDL: Formal object-oriented language for communicating systems, mit Jan Ellsberger und Dieter Hogrefe, 1997, ISBN 0-13-621384-7

### Als Mitherausgeber
- skeptiker, Zeitschrift für Wissenschaft und kritisches Denken, ISSN 0936-9244 D 10391
- Schriftenreihe der GWUP (Parawissenschaften unter der Lupe), 1993
- Paramedizin, 1998
- Lexikon der Parawissenschaften, 1999